# Рид, Киран
Киран Джеймс Рид (англ. Kieran James Read; род. 26 октября 1985 года) — новозеландский регбист, выступающий за клуб «Крусейдерс», сборную региона Кентербери и национальную сборную. Представляет «крестоносцев» с 2007 года и в данный момент является капитаном клуба. Играет на позициях фланкера и восьмого (стягивающего), при этом обладает навыками игры лока (замка).

## Биография
Рид познакомился с регби в городке Друри, расположенном на территории, которая контролируется Регбийным союзом Каунтис-Манукау. Посещал начальную школу «Опахеке» (англ. Opaheke), затем стал студентом колледжа Роузхилл (англ. Rosehill College). 2000 год провёл в стенах колледжа Сент-Кентигерн (англ. Saint Kentigern College), однако затем вернулся в Роузхилл. После возвращения стал демонстрировать успехи в учёбе и спорте, получил статус лучшего спортсмена. Преуспевал не только в регби, но и в крикете, став членом сборной Новой Зеландии среди спортсменов до 17 лет в 2002 году. Женат на Бриджет Фаннелл. У супругов две дочери — Элль (род. январь 2011) и Иден (род. 7 сентября 2012).

### Карьера
Несмотря на перспективу блестящей карьеры в крикете, Рид предпочёл заняться регби. Спустя год после окончания школы он был замечен селекционерами Регбийного союза Кентербери. Попав в состав для развивающихся игроков, он стал быстро прогрессировать и в 2006 году провёл первый матч за сборную региона.
Уже в 2007 году игрок попал в состав «Крусейдерс» и начал соревноваться в сильнейшем клубном состязании Южного полушария — Супер 14. Спустя год Рид закрепился в основном составе на позиции блайндсайд-фланкера. Регбист действовал невероятно эффективно в связке с одним из лучших игроков мира Ричи Маккоу, демонстрируя большое число образцовых захватов на протяжении всего матча и высокую скорость. В раке Риду часто удавались тёрноверы.
В конце 2008 года спортсмен попал в состав «Олл Блэкс», а в следующем сезоне стал основным игроком новозеландцев. Его дебют на международном уровне состоялся 8 ноября 2008 года в матче с шотландцами.
В 2010 году Рид был признан лучшим регбистом Новой Зеландии. Игрок года по версии Международного совета регби в 2013 году.